# Рендзіни-Борек
Рендзіни-Борек (пол. Rędziny-Borek) — село в Польщі, у гміні Слабошув Меховського повіту Малопольського воєводства.
Населення — 85 осіб (2011).
У 1975-1998 роках село належало до Келецького воєводства.

## Демографія
Демографічна структура станом на 31 березня 2011 року:
|          | Загалом | Допрацездатний вік | Працездатний вік | Постпрацездатний вік |
| -------- | ------- | ------------------ | ---------------- | -------------------- |
| Чоловіки | 42      | 12                 | 23               | 7                    |
| Жінки    | 43      | 7                  | 18               | 18                   |
| Разом    | 85      | 19                 | 41               | 25                   |